# Imsen
Imsen ist ein Ortsteil von Alfeld (Leine) im Landkreis Hildesheim, im südlichen Niedersachsen (Deutschland).

## Geografie
Imsen liegt im Leinebergland etwa vier Kilometer südlich der Alfelder Kernstadt. Das Dorf befindet sich auf rund 95 bis 125 m ü. NHN etwas östlich des Höhenzugs Steinberg (300,3 m ü. NHN), nördlich vom Nattenberg (171 m ü. NHN), östlich vom O-Berg (175,1 m ü. NHN) und südlich des Höhenzugs Selter (395 m ü. NHN). Die Wispe, ein südwestlicher Zufluss der nahe verlaufenden Leine, fließt durch die Ortschaft.

## Geschichte
Der Ortsname leitet sich vom Familiennamen Immo ab.
Im Zuge der Gebietsreform in Niedersachsen wurde Imsen am 1. März 1974 in die Stadt Alfeld (Leine) eingegliedert.

## Politik

### Ortsrat
Der Ortsrat, der den Ortsteil Imsen vertritt, setzt sich aus fünf Mitgliedern zusammen. Die Ratsmitglieder werden durch eine Kommunalwahl für jeweils fünf Jahre gewählt.
Bei der Kommunalwahl 2021 gewann die SPD alle fünf Sitze.

### Ortsbürgermeister
Der Ortsbürgermeister ist seit 2021 Dominik Denner (SPD). Sein Stellvertreter ist Lukas Lohmann (SPD).

### Wappen
Der Gemeinde wurde das Kommunalwappen am 17. Mai 1938 durch den Oberpräsidenten der Provinz Hannover verliehen. Der Landrat aus Alfeld überreichte es am 18. Oktober desselben Jahres.
| Wappen von Imsen | Blasonierung: „Grüner Schild mit silbernem Schräglinksbalken, darauf der Kopf eines Steinbocks in Rot.“ |
| Wappen von Imsen | Wappenbegründung: Imsen ist eines der Meierdörfer in der Steinbergschen Herrschaft Wispenstein. In Anlehnung an das Wappen des ausgestorbenen Geschlechts derer von Steinberg, das als Symbol einen springenden Steinbock zeigt, hat sich die Gemeinde Imsen dieses Wappen geschaffen. |

## Kultur und Sehenswürdigkeiten
Bauwerke
- Die St.-Urbani-Kirche ersetzte im Jahr 1758 eine Vorgängerkirche

## Wirtschaft und Infrastruktur
Westlich von Imsen verläuft die Bundesstraße 3, durch das Dorf führt im Abschnitt Delligsen−Wispenstein die Kreisstraße 403.